# Katerina Stefanidi
Katerina Stefanidi (grško Κατερίνα Στεφανίδη), grška atletinja, * 4. februar 1990, Cholargos, Grčija.
Nastopila je na poletnih olimpijskih igrah v letih 2012 in 2016, ko je osvojila naslov olimpijske prvakinje v skoku ob palici. Na svetovnih prvenstvih je osvojila naslov prvakinje leta 2017, na svetovnih dvoranskih prvenstvih bronasti medalji v letih 2016 in 2018, na evropskih prvenstvih dve zlati in srebrno medaljo, na evropskih dvoranskih prvenstvih pa zlato in srebrno medaljo.